# Danisha Bruins
Danisha Bruins is een Nederlands voetbalspeelster. In seizoen 2018/19 speelde ze voor Achilles '29 in de Nederlandse Eredivisie. Omdat Achilles '29 aan het eind van het seizoen stopte met Eredivisievoetbal, stapte Bruins over naar het Duitse VFR Wareyen, dat uitkomt in de Niederrheinliga.

## Statistieken
| Seizoen | Club         | Land      | Competitie | Wedstrijden | Doelpunten |
| ------- | ------------ | --------- | ---------- | ----------- | ---------- |
| 2018/19 | Achilles '29 | Nederland | Eredivisie | 10          | 0          |
| Totaal  | Totaal       | Totaal    | Totaal     | 10          | 0          |

Laatste update: september 2020